# 智飞生物
智飞生物（英語：Chongqing Zhifei Biological Products Co., Ltd., 深交所：300122）全称是重庆智飞生物制品股份有限公司，是一家中国生物技术公司。

## 历史
前身是1995年成立的金鑫生物，2002年濒临破产但拥有疫苗牌照，蒋仁生接手后重新整合建立改名为现在名字，总部位于重庆市江北区金源路7号。2009年进行股份制改革，2010年9月在深圳证券交易所挂牌上市。2011年4月与默沙东签约经销与推广合作协议，此后一直帮助后者的疫苗产品在中国大陆区域的销售。
该公司全资子公司安徽智飞龙科马生物制药与中国科学院微生物研究所共同研发了2019冠状病毒病疫苗ZF2001，是全球首款获批临床使用的重组亚单位蛋白COVID-19疫苗。